# 新松阪駅
新松阪駅（しんまつさかえき）は、三重県松阪市大黒田町にかつて設けられていた伊勢電気鉄道本線→近畿日本鉄道（近鉄）伊勢線の駅（廃駅）である。

## 概要
伊勢電気鉄道は元々、四日市・津間の諸集落を結ぶために設立された伊勢鉄道という軽便鉄道の運営会社であったが、1924年に同社の社長に就任した実業家熊沢一衛の積極拡大方針により、1926年に社名を改めて電化を実施したのを手始めに、1929年から1930年にかけて北は桑名まで（養老電気鉄道を1929年に合併したため、大垣・揖斐とも解釈できる）、南は伊勢市までの路線延伸を達成、三重県における一大私鉄に成長した。その過程において松阪の同社線中心駅として設けられたのが、この新松阪駅であった。
駅は松阪駅より約1.5km南西、現在の中心市街地の南端に当たる所（県道松阪環状線沿い）に設けられた。
伊勢電時代は特急・急行電車の停車駅ともなったが、同社が近畿日本鉄道の前身の一つである参宮急行電鉄（参急）に統合されて参急名古屋伊勢本線となり、参急と大阪電気軌道が合併して関西急行鉄道が発足すると同社伊勢線となった。1942年に新松阪・大神宮前間の線路が山田線（松阪 - 山田 - 宇治山田）と並行するという理由で不要不急線として撤去されると、当駅は残った江戸橋・新松阪間というローカル線の終着駅となった。これに伴い、広い構内を持っていた駅の線路も多くが撤去された。
伊勢線の廃止に伴い、1961年に廃駅となった。

## 駅設備
駅舎は伊勢電標準スタイルの、寄棟屋根を持った大規模なものであった。配線は当初、副本線（待避線）も持った島式ホーム2面4線であったが、廃駅時には1面2線に縮小されていた。

## 沿革
- 1930年（昭和5年）4月1日 - 津新地・新松阪間開業により開設
- 1930年（昭和5年）12月25日 - 新松阪・大神宮前間開業
- 1936年（昭和11年）9月15日 - 参宮急行電鉄へ伊勢電気鉄道が合併
- 1941年（昭和16年）3月15日 - 大阪電気軌道と参宮急行電鉄が合併、関西急行鉄道となる
- 1942年（昭和17年）8月11日 - 新松阪・大神宮前間廃止
- 1944年（昭和19年）6月1日 - 関西急行鉄道と南海鉄道が合併、近畿日本鉄道となる
- 1961年（昭和36年）1月22日 - 廃止

## 隣の駅
伊勢電気鉄道
本線
本居神社前駅 - 新松阪駅 - 花岡駅

## 駅跡
当初、駅跡は三重交通のバスターミナルとして用いられていたが、現在では統合によって廃止され、丸亀製麺と百五銀行支店がその跡に建っている。なお、駅跡を示す石碑等は建っていない。
また、県道松阪環状線はかつてその場所を伊勢線が通っていた事に因み、近鉄道路と呼ばれることがある。